# Дайрабай Ерназарулы
Дайрабай Ерназарулы (каз. Дайрабай Ерназарұлы; 1860 год, Жанааркинский район, Карагандинская область — 1937 год, Шаульдер, Кзылкумский район, Южно-Казахстанская область, СССР) — казахский кюйши, домбрист. Происходит из подрода сармантай рода куандык племени аргын.

## Творчество и значение
В творчестве Дайрабая велико влияние традиций школ Таттимбета, Токы. Стоит в одном ряду с такими казахскими композиторами как Ыкылас, Кыздарбек, Итаяк. Его кюи отличаются мелодичностью, богатством эмоций и чувств, целостностью внутреннего содержания. Известные кюи: «Дайрабай» (4 варианта), «Қоштасу», «Қыр», «Сыр», «Сырдың суы», «Шәуілдір», «Әттеген-ай»